# أكمية جريسية
أكمية جريسية (الاسم العلمي: Aechmea campanulata) هو نوع نباتي يتبع جنس الأكمية من فصيلة البروميلية.